# Saint-Romain-en-Gal
Saint-Romain-en-Gal é uma comuna francesa na região administrativa de Auvérnia-Ródano-Alpes, no departamento de Ródano. Estende-se por uma área de 13,39 km². Em 2010 a comuna tinha 2 040 habitantes (densidade: 152,4 hab./km²).